# Prezydenci Galmudugu
Prezydenci Galmudugu – lista prezydentów Galmudugu, autonomicznego regionu Somalii.
| Osoba | Osoba   | Osoba                     | Kadencja         | Kadencja         | Partia polityczna |
| #     | Portret | Imię i Nazwisko           | Od               | Do               | Partia polityczna |
| ----- | ------- | ------------------------- | ---------------- | ---------------- | ----------------- |
| 1     |         | Mohamed Warsame Ali       | 14 sierpnia 2006 | 14 sierpnia 2009 | bezpartyjny       |
| 2     |         | Mohamed Ahmed Alin        | 14 sierpnia 2009 | 14 sierpnia 2012 | bezpartyjny       |
| 3     |         | Abdi Hasan Awale Qeybdiid | 14 sierpnia 2012 | 23 lipca 2015    | bezpartyjny       |
| 4     |         | Abdikarim Husajn Guled    | 23 lipca 2015    | 26 lutego 2017   | PDP               |
| –     |         | Mohamed Hashi Abdi (p.o.) | 26 lutego 2017   | 3 maja 2017      | bezpartyjny       |
| 5     |         | Ahmed Duale Gelle         | 3 maja 2017      | nadal            | bezpartyjny       |